# Миколаївська сільська рада (Великолепетиський район)
Микола́ївська сільська́ ра́да — адміністративно-територіальна одиниця та орган місцевого самоврядування в Великолепетиському районі Херсонської області. Адміністративний центр — село Миколаївка.

## Загальні відомості
- Територія ради: 3,276 км²
- Населення ради: 757 осіб (станом на 2001 рік)

## Населені пункти
Сільській раді підпорядковані населені пункти:
- с. Миколаївка

## Склад ради
Рада складалася з 14 депутатів та голови.
- Голова ради: Мородецький Віктор Володимирович
- Секретар ради: Грушка Дар'Я Дмитрівна

### Керівний склад попередніх скликань
| Прізвище, ім'я, по батькові      | Основні відомості                                                 | Дата обрання | Дата звільнення |
| -------------------------------- | ----------------------------------------------------------------- | ------------ | --------------- |
| Мородецький Віктор Володимирович | Сільський голова, 1962 року народження, освіта вища, безпартійний | 26.03.2006   | 31.10.2010      |
| Мородецький Віктор Володимирович | Сільський голова, 1962 року народження, освіта вища, безпартійний | 31.10.2010   |                 |

Примітка: таблиця складена за даними сайту Верховної Ради України

### Депутати
За результатами місцевих виборів 2010 року депутатами ради стали:

#### За суб'єктами висування
| Суб'єкт висування                                       | Кількість обраних депутатів | %    |
| ------------------------------------------------------- | --------------------------- | ---- |
| Партія регіонів                                         | 6                           | 42,9 |
| Комуністична партія України                             | 5                           | 35,7 |
| Політична партія Всеукраїнське об'єднання «Батьківщина» | 1                           | 7,1  |
| Самовисування                                           | 1                           | 7,1  |
| Соціалістична партія України                            | 1                           | 7,1  |

#### За округами
| № округу                                                | Прізвище, ім'я, по батькові        | Дата визнання обраним | Освіта  | Партійна приналежність                        | Відомості про обраного депутата                       |
| ------------------------------------------------------- | ---------------------------------- | --------------------- | ------- | --------------------------------------------- | ----------------------------------------------------- |
| Комуністична партія України                             |                                    |                       |         |                                               |                                                       |
| 1                                                       | Барановський Анатолій Пилипович    | 03.11.2010            | середня | позапартійний                                 | ДП «Миколаївське», механізатор                        |
| 2                                                       | Садовський Петро Мартинович        | 03.11.2010            | середня | член Комуністичної партії України             | пенсіонер                                             |
| 3                                                       | Ємець Лідія Пилипівна              | 03.11.2010            | вища    | позапартійна                                  | пенсіонер                                             |
| 4                                                       | Саїшин Володимир Анатолійович      | 03.11.2010            | вища    | позапартійний                                 | Миколаївська загальноосвітня школа I-III ст., вчитель |
| 6                                                       | Барановська Наталя Миколаївна      | 03.11.2010            | середня | позапартійна                                  | Миколаївський дитячий садок «Веселка», завідувачка    |
| Партія регіонів                                         |                                    |                       |         |                                               |                                                       |
| 5                                                       | Карепіна Юлія Петрівна             | 03.11.2010            | вища    | член Партії регіонів                          | Миколаївська сільська рада, бухгалтер                 |
| 7                                                       | Петлінська Ірина Володимирівна     | 03.11.2010            | вища    | член Партії регіонів                          | Миколаївська загальноосвітня школа I-III ст., вчитель |
| 9                                                       | Молодзієвська Інна Олександрівна   | 03.11.2010            | вища    | член Партії регіонів                          | тимчасово не працює                                   |
| 11                                                      | Грушка Дар'я Дмитрівна             | 03.11.2010            | вища    | член Партії регіонів                          | Миколаївська сільська рада, секретар                  |
| 13                                                      | Грушецький Олександр Володимирович | 03.11.2010            | середня | член Партії регіонів                          | тимчасово не працює                                   |
| 14                                                      | Козловська Діна Володимирівна      | 03.11.2010            | середня | член Партії регіонів                          | ДП «Миколаївське», обліковець                         |
| Політична партія Всеукраїнське об'єднання «Батьківщина» |                                    |                       |         |                                               |                                                       |
| 10                                                      | Шевченко Андрій Петрович           | 03.11.2010            | середня | член Всеукраїнського об'єднання «Батьківщина» | ПП Багмет В. М., водій                                |
| Соціалістична партія України                            |                                    |                       |         |                                               |                                                       |
| 12                                                      | Місєвич Людмила Борисівна          | 03.11.2010            | вища    | позапартійна                                  | Миколаївська загальноосвітня школа I-III ст., вчитель |
| Самовисування                                           |                                    |                       |         |                                               |                                                       |
| 8                                                       | Шадура Тетяна Борисівна            | 03.11.2010            | вища    | позапартійна                                  | тимчасово не працює                                   |

## Населення
Згідно з переписом УРСР 1989 року чисельність наявного населення сільської ради становила 791 особа, з яких 353 чоловіки та 438 жінок.
За переписом населення України 2001 року в сільській раді мешкало 739 осіб.

### Мова
Розподіл населення за рідною мовою за даними перепису 2001 року:
| Мова       | Відсоток |
| ---------- | -------- |
| українська | 98,28 %  |
| російська  | 1,59 %   |
| польська   | 0,13 %   |